# چاغلایان (ترابزون)
چاغلایان {{ترکی|Çağlayan) (به ارمنی: Ծիկանոյ) یک منطقهٔ مسکونی در ترکیه است که در ترابزون واقع شده‌است. چاغلایان ۴٬۵۲۰ نفر جمعیت دارد و ۱۲۰ متر بالاتر از سطح دریا واقع شده‌است.